# カール・シュミット＝ロットルフ

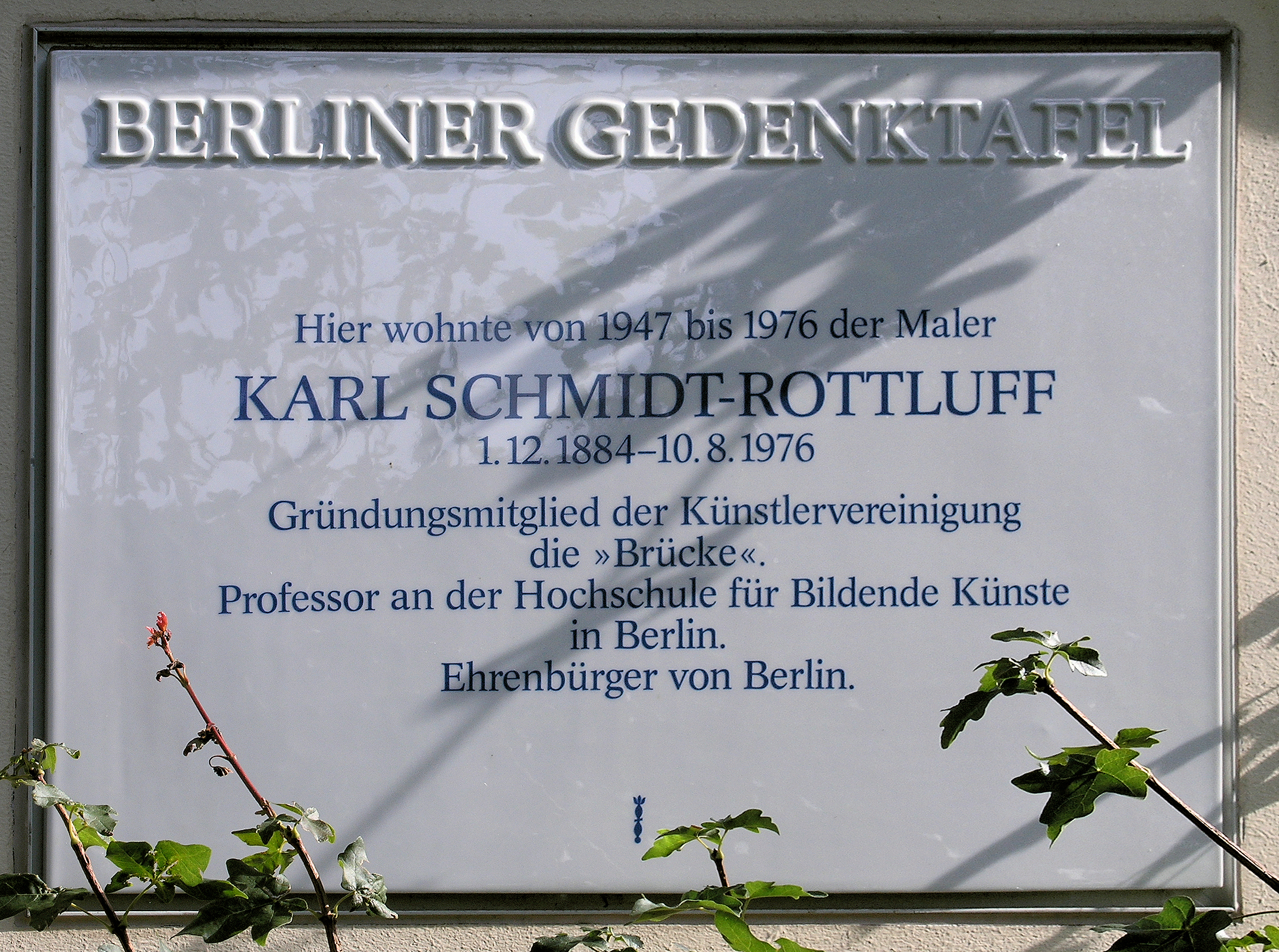
ベルリンにあるシュミット＝ロットルフの墓銘碑

カール・シュミット＝ロットルフ（Karl Schmidt-Rottluff、1884年12月1日 - 1976年8月10日）は、ドイツの画家、版画家。印象主義の作風で知られ、ブリュッケの作家の一人として活躍した。キルヒナーに通ずる大胆な色彩を用いる作風で知られる他、木版画も多数残している。

## 略歴
本名はカール・シュミット。帝政ドイツのザクセン王国（現在のザクセン州）にあるロットルフ（現在のケムニッツ）という町で生まれた。はじめは建築を学んだが、後に絵画へ転向。
1905年、カールはエルンスト・ルートヴィヒ・キルヒナーらとともに、ドレスデンでブリュッケ（ドイツ語で「橋」の意）を結成。同じ頃、生地ロットルフにちなんで、シュミット＝ロットルフの名を名乗るようになった。同年11月に、ブリュッケの初の展覧会をライプツィヒで開催した。1913年にブリュッケは解散。
1930年代に入り、ナチスが台頭すると、シュミット＝ロットルフは退廃芸術家の烙印を押され、迫害された。
1976年8月10日に死去、そのころにはブリュッケのメンバーの最後の一人となっていた。